# Atletica leggera ai Giochi della XXX Olimpiade - Staffetta 4×400 metri maschile
Ai Giochi della XXX Olimpiade, la competizione della staffetta 4×400 metri  maschile si è svolta il 9 ed il 10 agosto presso lo Stadio Olimpico di Londra.

## Presenze ed assenze dei campioni in carica
Per i campionati europei si considera l'edizione del 2010.
| Competizione      | Atleta         | Prestazione | Londra 2012 |
| ----------------- | -------------- | ----------- | ----------- |
| Olimpiadi 2008    | Stati Uniti    | 2'55”39     | Presenti    |
| Commonwealth 2010 | Australia      | 3'03”30     | Presente    |
| Europei 2010      | Russia         | 3'02"14     | Presente    |
| Asiatici 2010     | Arabia Saudita | 3'02”30     | Non qual.   |
| Panamericani 2011 | Cuba           | 2'59”43     | Presente    |
| Africani 2011     | Kenya          | 3'03”10     | Presente    |
| Mondiali 2011     | Stati Uniti    | 2'59”31     | Presenti    |

## La gara
La squadra da battere sono gli Stati Uniti. Nella prima batteria, le nazionali di Trinidad e Tobago e del Regno Unito segnano lo stesso identico tempo: 3'00”38. Trinidad fa il record nazionale. 

Il secondo frazionista del Sudafrica, Ofentse Mogawane, cade e perde il testimone. Il Sudafrica presenta ricorso contro la squalifica sostenendo che il proprio atleta è stato urtato dal keniota Vincent Mumo Kiilu. I giudici d'appello accolgono il ricorso e decidono di ammettere il Sudafrica alla finale, che pertanto vede alla partenza nove squadre invece delle otto previste.
Curiosamente, la stessa situazione si ripete nella seconda serie: sia gli statunitensi che Bahamas fermano i cronometri in 2'58”87.
Gli statunitensi pensano di regolare i conti con i caraibici in finale. Ma le Bahamas passano in testa durante la seconda frazione e colgono un impronosticabile oro.
Trinidad e Tobago migliora ancora il proprio record nazionale scendendo sotto i tre minuti e si regala il bronzo. Il frazionista più veloce è stato Demetrius Pinder (Bahamas) ha corso la seconda frazione della finale in 43”3.
Per le Bahamas è il primo oro olimpico in assoluto vinto in campo maschile.

## Risultati

### Qualificazioni
Giovedì 9 agosto.

Video ufficiale del Primo turno

Si qualificano per la finale le prime 3 squadre classificate per ogni serie. Vengono ripescati i due migliori tempi degli esclusi.

#### 1ª Batteria
Ore 11:35 BST.
| Pos. | Corsia | Atleti                                                                             | Paese             | Tempo   | Note |
| ---- | ------ | ---------------------------------------------------------------------------------- | ----------------- | ------- | ---- |
| 1    | 2      | Lalonde Gordon Jarrin Solomon Ade Alleyne-Forte Deon Lendore                       | Trinidad e Tobago | 3'00"38 | Q    |
| 2    | 3      | Nigel Levine Conrad Williams Jack Green Martyn Rooney                              | Gran Bretagna     | 3'00"38 | Q    |
| 3    | 6      | William Collazo Raidel Acea Orestes Rodríguez Omar Cisneros                        | Cuba              | 3'00"55 | Q    |
| 4    | 4      | Nils Duerinck Jonathan Borlée Antoine Gillet Kévin Borlée                          | Belgio            | 3'01"70 | q    |
| 5    | 9      | Piotr Wiaderek Marcin Marciniszyn Michal Pietrzak Kacper Kozlowski                 | Polonia           | 3'02"86 |      |
| 6    | 8      | Jonas Plass Kamghe Gaba Eric Krüger Thomas Schneider                               | Germania          | 3'03"50 |      |
| -    | 7      | Boniface Ontuga Mweresa Vincent Mumo Kiilu Boniface Mucheru Alphas Leken Kishoyian | Kenya             | DSQ     |      |
| -    | 5      | Shaun de Jager Ofentse Mogawane Oscar Pistorius Willem de Beer                     | Sudafrica         | DNF     | q    |

#### 2ª Batteria
Ore 11:45 BST.
| Pos. | Corsia | Atleti                                                        | Paese           | Tempo   | Note |
| ---- | ------ | ------------------------------------------------------------- | --------------- | ------- | ---- |
| 1    | 8      | Ramon Miller Demetrius Pinder Michael Mathieu Chris Brown     | Bahamas         | 2'58"87 | Q    |
| 2    | 3      | Manteo Mitchell Joshua Mance Tony McQuay Bryshon Nellum       | Stati Uniti     | 2'58"87 | Q    |
| dq   | 7      | Maksim Dyldin Denis Alekseev Vladimir Krasnov Pavel Trenichin | Russia          | 3'02"01 | Q dq |
| 4    | 5      | Arturo Ramírez Alberto Aguilar Albert Bravo José Meléndez     | Venezuela       | 3'02"62 | q    |
| 5    | 4      | Steven Solomon Ben Offereins Brendan Cole John Steffensen     | Australia       | 3'03"17 |      |
| 6    | 6      | Kei Takase Yuzo Kanemaru Yoshihiro Azuma Hiroyuki Nakano      | Giappone        | 3'03"86 |      |
| -    | 2      | Gustavo Cuesta Félix Sánchez Joel Mejía Luguelín Santos       | Rep. Dominicana | DSQ     |      |
| -    | 9      | Dane Hyatt Riker Hylton Jermaine Gonzales Errol Nolan         | Giamaica        | DNF     |      |

### Finale

Video ufficiale della Finale

| Pos.    | Paese             | Atleti                                                                          | Tempo   | Note |
| ------- | ----------------- | ------------------------------------------------------------------------------- | ------- | ---- |
| Oro     | Bahamas           | Chris Brown 45"2 Demetrius Pinder 43"3 Michael Mathieu 44"25 Ramon Miller 44"01 | 2'56”72 |      |
| Argento | Stati Uniti       | Bryshon Nellum 45"1 Joshua Mance 43"7 Tony McQuay 43"41 Angelo Taylor 44"85     | 2'57”05 |      |
| Bronzo  | Trinidad e Tobago | Lalonde Gordon Jarrin Solomon Ade Alleyne-Forte Deon Lendore                    | 2'59”40 |      |
| 4       | Gran Bretagna     | Nigel Levine Conrad Williams Jack Green Martyn Rooney                           | 2'59”53 |      |
| dq      | Russia            | Maksim Dyldin Denis Alekseyev Vladimir Krasnov Pavel Trenikhin                  | 3'00”09 | dq   |
| 5       | Belgio            | Kévin Borlée Antoine Gillet Jonathan Borlée Michael Bultheel                    | 3'01”83 |      |
| 6       | Venezuela         | Arturo Ramirez Alberto Aguilar Albert Bravo Jose Melendez                       | 3'02”18 |      |
| 7       | Sudafrica         | Shaun de Jager Louis van Zyl Oscar Pistorius Willem de Beer                     | 3'03”46 |      |
| N.D.    | Cuba              | William Collazo Raidel Acea Orestes Rodriguez Omar Cisneros                     | -       | Rit. |